# Dąb omszony
Dąb omszony (Quercus pubescens Willd.) – gatunek drzewa lub krzewu należący do rodziny bukowatych (Fagaceae Dumort.). Jest drzewem ciepłolubnym, występuje w zachodniej i południowej Europie, a także w Azji Mniejszej. Pospolity gatunek w obszarze śródziemnomorskim. W Polsce występuje na izolowanym stanowisku w rezerwacie Bielinek nad dolną Odrą, daleko na północ od północnej granicy zwartego zasięgu.

## Morfologia

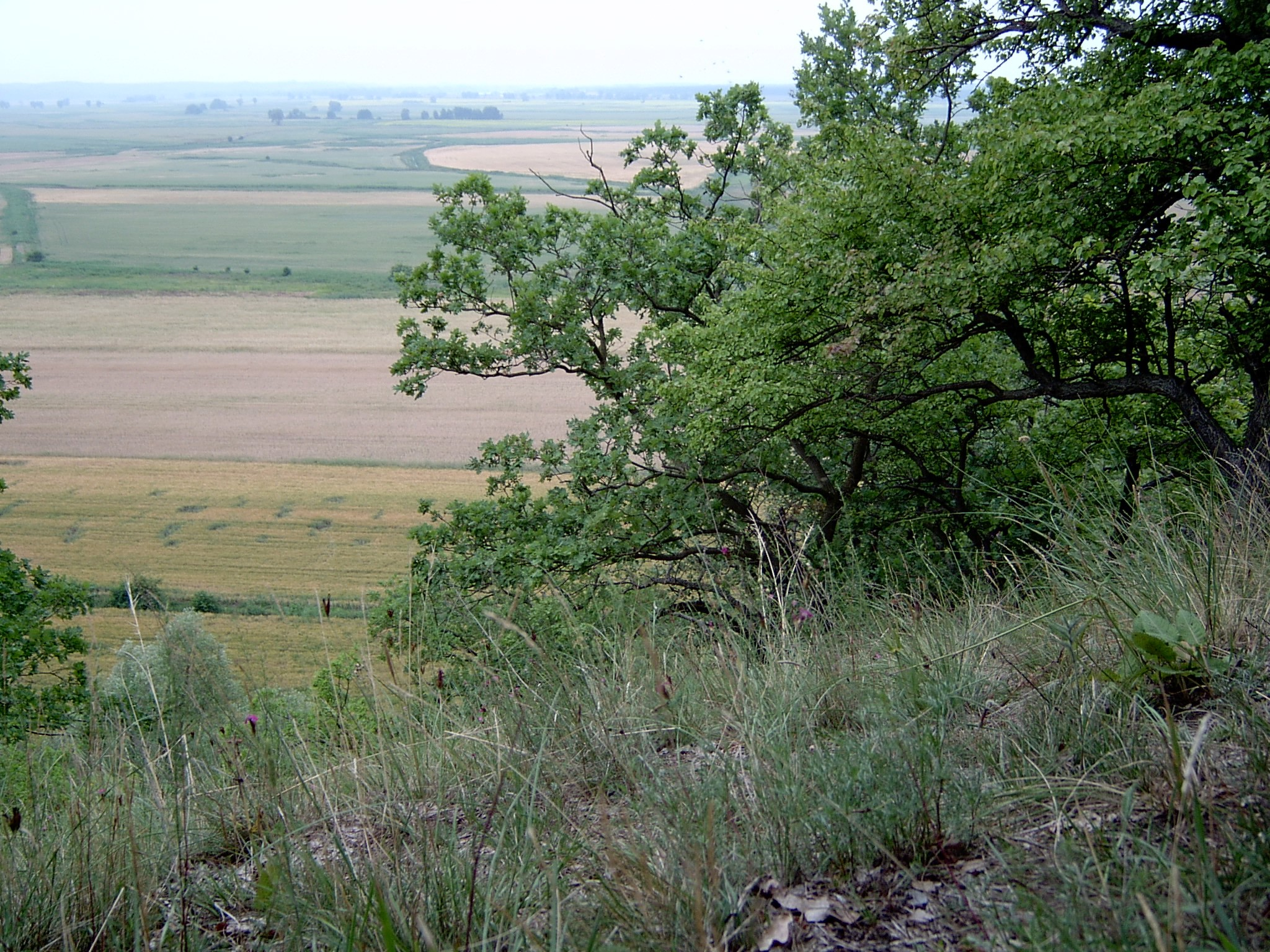
Dęby omszone w rezerwacie Bielinek nad Odrą

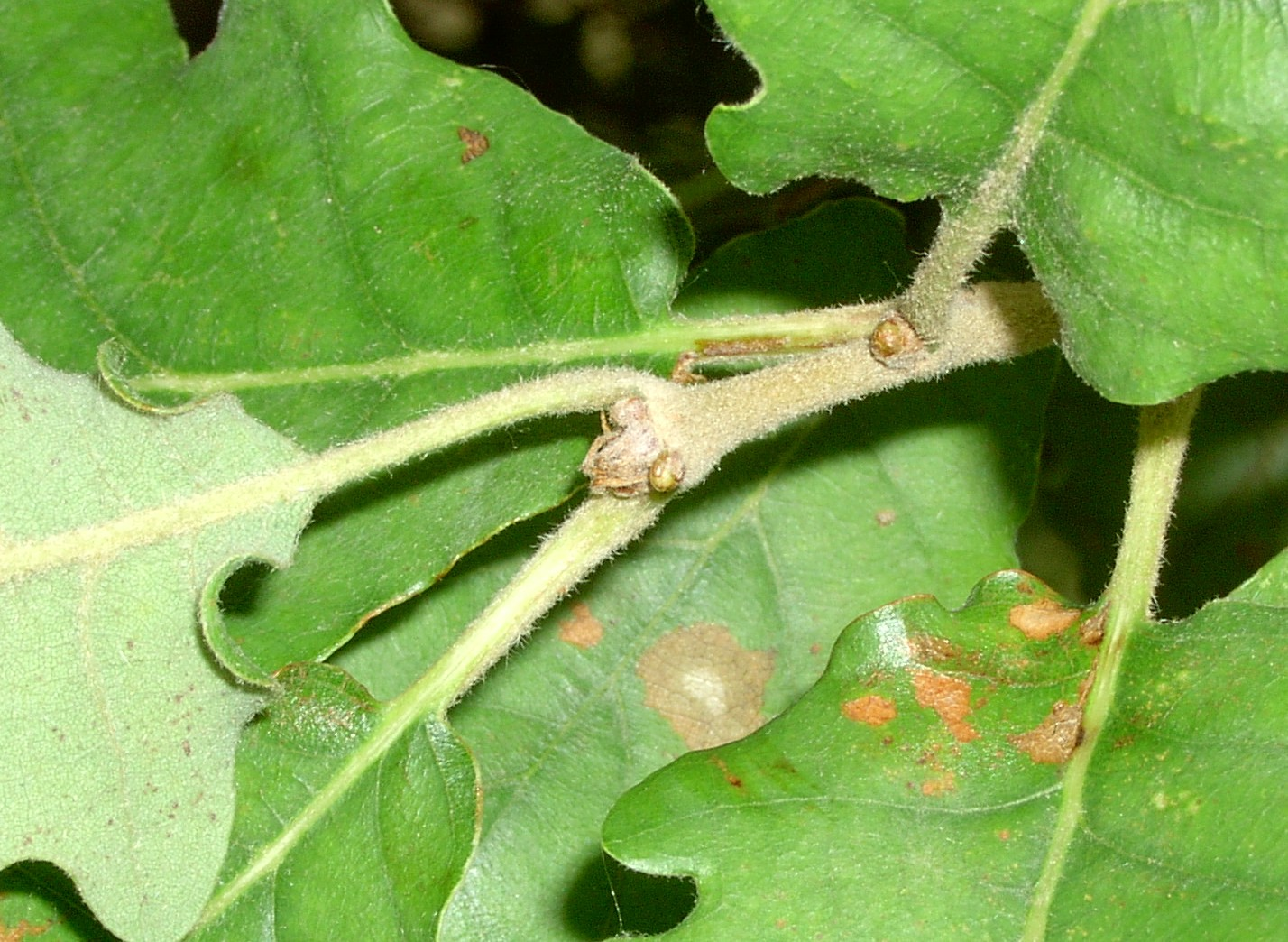
Omszony pęd i spód liści

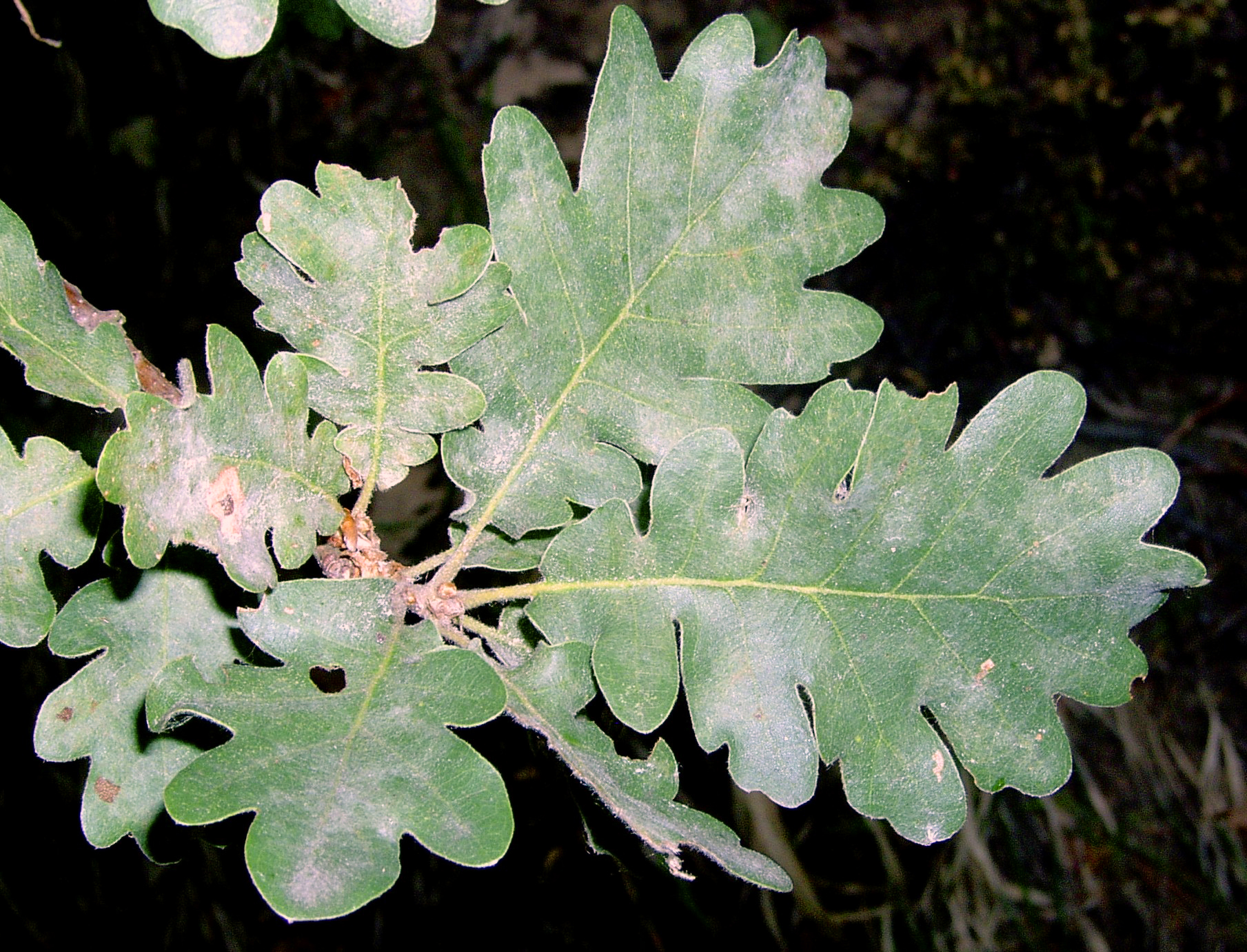
Liście dębu omszonego

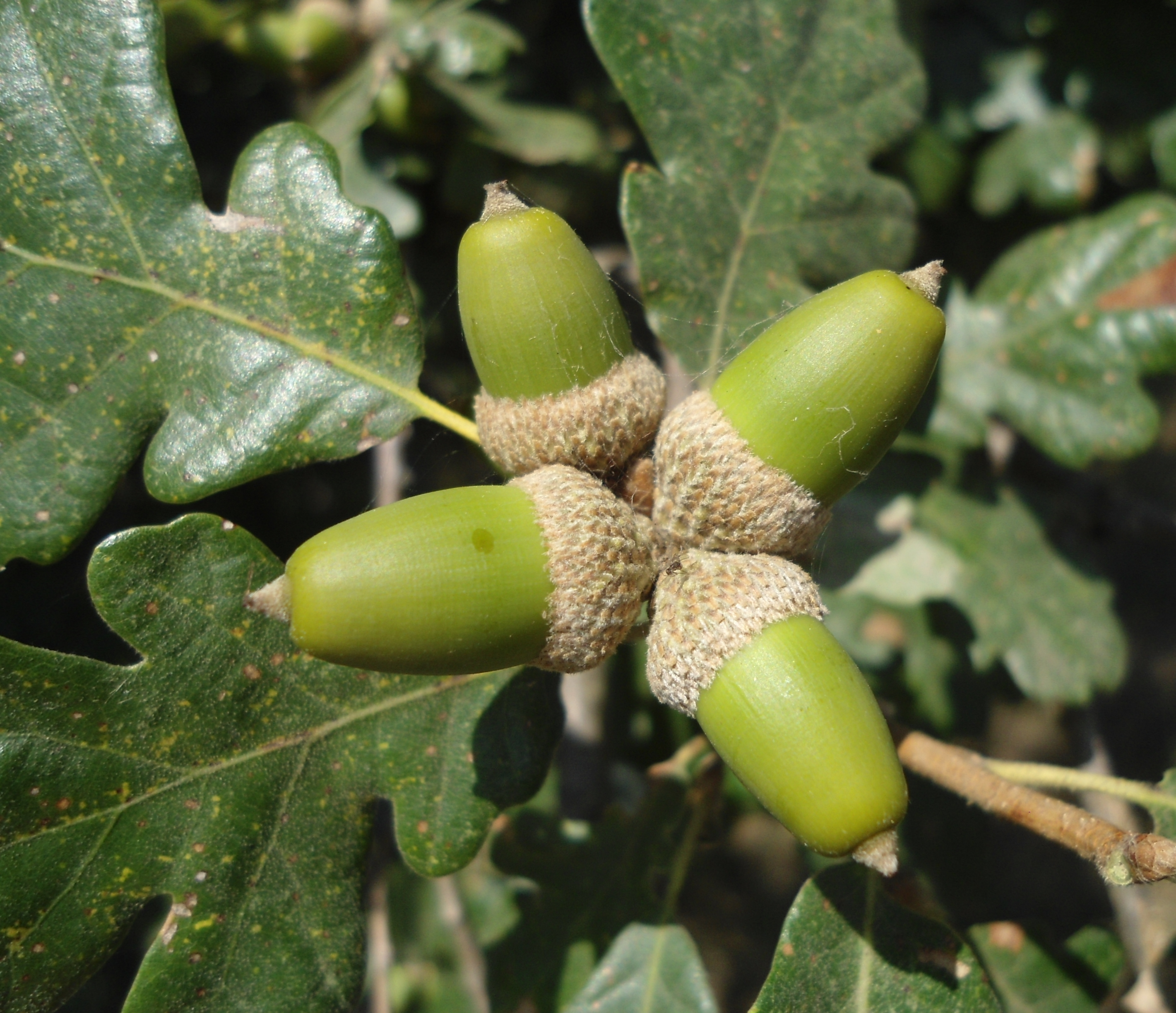
Owoce

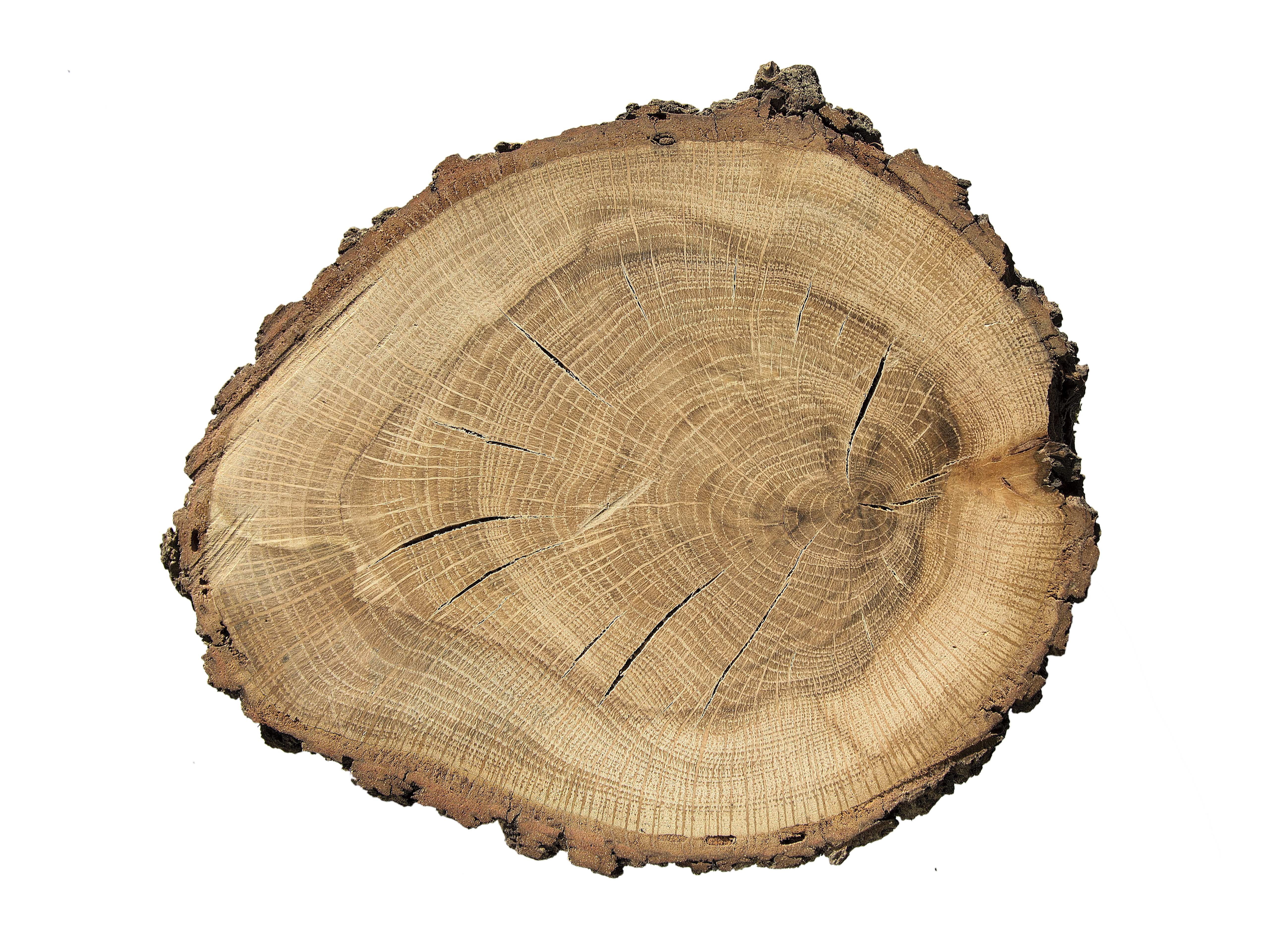
Przekrój poprzeczny przez pień

PokrójDrzewo osiągające do 25 m wysokości, albo duży krzew mający wiele pni. Korona jest nieregularna, nisko osadzona.
PieńKora pnia i gałęzi jest szarobrązowa do czarnobrązowej, podzielona na kanciaste płytki.
PędyMłode gałązki i pączki owłosione gwiazdkowatymi włoskami.
LiścieUstawione skrętolegle, długości 6–12 cm, ogonek długości 1,2–1,5 cm. Od spodu są obficie, szaro owłosione, z wiekiem nieco łysieją. Blaszka liściowa owalna o nieregularnych, zatokowych wcięciach.
KwiatyKwiaty męskie zebrane w długie, zwisające kotki, żeńskie siedzące, osadzone na krótkich szypułkach w grupach po 2–5. Kwitnie w kwietniu i w maju.
OwoceŻołędzie krótkoszypułkowe, błyszczące, jasnobrązowe. Dojrzałe mają owalny kształt, miseczki złożone ze ściśle przylegających łusek i puszysto owłosione. Są mniejsze, niż u dębu szypułkowego.

## Ekologia
Rośnie na śródziemnomorskich wybrzeżach i zboczach gór przeważnie do 800 m n.p.m., czasem do 1500 m n.p.m. Rośnie często na glebach wapiennych i łatwo znosi suszę. Tworzy czyste jednogatunkowe dąbrowy lub lasy mieszane z dębem bezszypułkowym, dębem burgundzkim, grabem pospolitym, klonem polnym i bzem czarnym. 
W klasyfikacji zbiorowisk roślinnych gatunek charakterystyczny dla O. Quercetalia pubescenti-petraeae, Ass. Quercetum pubescenti-petraeae.

## Zmienność
Gatunek bardzo zmienny, o złożonej historii migracji i izolacji różnych populacji, krzyżujący się z licznymi innymi gatunkami dębów. W efekcie występuje w obrębie jego zasięgu wiele eko- i morfotypów, których część wyróżniana jest w randze odrębnych gatunków lub podgatunków ujmowanych w ramach Quercus pubescens sensu lato. Status odrębnych gatunków ma: Quercus ichnusae Mossa, Bacch. & Brullo (endemit Sardynii), Quercus congesta C.Presl (Półwysep Apeniński, Sardynia i Sycylia), Quercus dalechampii Ten., poza tym czasem wyróżniane są też: Quercus virgiliana (Ten.) Ten. (południowe Bałkany i Włochy) i Quercus brachyphylla Kotschy (południowa Grecja i zachodnia Turcja). Kryteria morfologiczne, na podstawie których gatunki są wyróżniane, wymagają stosowania rygorystycznych metod statystycznych. Analizy molekularne DNA nie wskazują na istnienie istotnych różnic genetycznych między tymi taksonami.
W obrębie gatunku akceptowany jest podział na trzy podgatunki:
- Quercus pubescens subsp. pubescens – podgatunek nominatywny – rośnie w całym zasięgu gatunku
- Quercus pubescens subsp. crispata (Steven) Greuter & Burdet – występuje na Półwyspie Bałkańskim, Krymie i w Turcji
- Quercus pubescens subsp. subpyrenaica (Villar) Rivas Mart. & C.Saenz – występuje w Pirenejach

Dąb omszony tworzy mieszańce z dębem szypułkowym Quercus robur i d. bezszypułkowym Q. petraea, także z dębem portugalskim Q. faginea węgierskim Q. frainetto i Q. pyrenaica.

## Zagrożenia i ochrona
W Polsce gatunek występuje na jedynym stanowisku podlegającym ochronie w formie rezerwatu przyrody Bielinek (województwo zachodniopomorskie). Status gatunku w tej lokalizacji jest różnie określany. Oddalenie od zasięgu sprawia, że populacja uznawana bywa za antropogeniczną (gatunkowi nadawano status antropofita cysterskiego). Z drugiej strony za naturalnością przemawia obecność w Bielinku szeregu gatunków kserotermicznych oddalonych od swych zwartych zasięgów, skłaniających do uznania obiektu za ostoję reliktowej flory kserotermicznej.
Informacje o stopniu zagrożenia na podstawie:
- Polskiej czerwonej księgi roślin[8] – gatunek zagrożony (kategoria zagrożenia EN).
- Czerwonej listy roślin i grzybów Polski (2006)[9] – gatunek wymierający, krytycznie zagrożony (kategoria zagrożenia E); 2016: EN (zagrożony)[10].

## Zastosowanie
- Drewno twarde, trwałe, lecz trudne w obróbce. Dawniej wykorzystywane na podkłady kolejowe.
- Ze względu na pozbawione taniny żołędzie, ceniony był w sztuce kulinarnej jako nadający się do spożycia na surowo[11].